# Esbjerg Amatør Orkester
Esbjerg Amatør Orkester er et amatørsymfoniorkester baseret i Esbjerg.
Esbjerg Amatør Orkester blev oprettet i efteråret 1988 i forbindelse med projektet "40 strygende år", arrangeret af Esbjerg Musikskole. Projektet skulle fejre, at det var 40 år siden, at man begyndte at undervise i strygermusik på Esbjergs skoler - og dermed faktisk lagde grunden til den kommunale musikskole.
Ensemblet spiller orkestermusik af moderat sværhedsgrad, og optager medlemmer, der behersker deres instrument på "et rimeligt niveau". I starten af 2017 har det en besætning på knap 30 musikere og dirigeres af Larisa Lisitskaya. Orkestret afholder ca. 4 koncerter om året især i det syd- og sønderjyske område og i samarbejde med andre musikgrupper.